# Edinho (football, 1955)
Pour les articles homonymes, voir Edinho.
Edino Nazareth Filho, plus connu sous le nom d'Edinho, né le 5 juin 1955 à Rio de Janeiro, est un footballeur international brésilien, reconverti entraîneur. 
Ce défenseur central formé au Fluminense réalise la majeure partie de sa carrière dans son club formateur, où il dispute 358 matchs toutes compétitions confondues et marque 34 buts. Edinho joue par ailleurs à l'Udinese Calcio, dans le championnat d'Italie, et compte 59 sélections en équipe du Brésil.

## Biographie
Formé au Fluminense où il est licencié à 13 ans, il découvre l'équipe première à 20 ans et s'y impose comme titulaire. Sélectionné en équipe olympique, il remporte les Jeux panaméricains en 1975 puis dispute les Jeux olympiques d'été de Montréal en 1976, où l'équipe brésilienne termine au pied du podium.
Défenseur décrit comme puissant et sûr balle au pied, il fête sa première sélection en équipe nationale à 22 ans. Il appartient alors à la grande équipe du Fluminense, connue comme la Máquina Tricolor, vainqueur du championnat Carioca en 1975, 1976 et 1980. Ce dernier titre est remporté en finale sur un but sur coup franc d'Edinho. Il participe aux Coupes du monde de 1978 que le Brésil termine à la troisième place (titulaire en début de compétition, il ne joue finalement que trois matchs) et de 1982 (où il n'est que remplaçant). Il remporte cependant cette année-là le Bola de Prata en français : « ballon d'argent » brésilien récompensant le meilleur défenseur central du championnat brésilien.
En 1982, il quitte le Brésil pour le championnat italien, où il signe avec l'Udinese Calcio. 6e du championnat italien la première année, le club connaît par la suite des résultats déclinants. Edinho est cependant de nouveau sélectionné pour la Coupe du monde de 1986, qu'il attaque cette fois comme titulaire. Il dispute les cinq matchs de la compétition, jusqu'à l'élimination du Brésil par la France en quart de finale, à l'issue de laquelle il prend sa retraite internationale, après 59 sélections et trois buts. 
Il rentre finalement au Brésil en 1987, sur la relégation du club italien en Serie B. Il signe au CR Flamengo, avec lequel il remporte le championnat du Brésil en 1987. Il retourne la saison suivante au Fluminense puis réalise une dernière pige au Grêmio, où il remporte la Coupe du Brésil.
Reconverti comme entraîneur, il connaît de nombreux clubs à travers le pays en vingt ans de carrière, sans connaître cependant de succès au premier plan.

## Parcours de joueur
- 1975 - 1982 : Fluminense ( Brésil)
- 1982 - 1987 : Udinese Calcio ( Italie)
- 1987 - 1988 : CR Flamengo ( Brésil)
- 1988 - 1989 : Fluminense ( Brésil)
- 1989 - 1990 : Grêmio ( Brésil)

## Palmarès de joueur
Brésil
- Vainqueur des Jeux panaméricains en 1975 avec l’équipe du Brésil Olympique
- Troisième de la Coupe du monde 1978 avec l'équipe du Brésil

Fluminense
- Champion de l'État de Rio de Janeiro en 1975, 1976 et 1980
- Vainqueur de la Coupe Kirin en 1988

Flamengo
- Champion du Brésil en 1987

Grêmio
- Champion de l'État du Rio Grande do Sul en 1989
- Vainqueur de la Coupe du Brésil en 1989